# Teissiera medusifera
Teissiera medusifera is een hydroïdpoliep uit de familie Teissieridae. De poliep komt uit het geslacht Teissiera. Teissiera medusifera werd in 1978 voor het eerst wetenschappelijk beschreven door Bouillon. 